# Станянці
Станя́нці (болг. Станянци) — село в Шуменській області Болгарії. Входить до складу общини Вирбиця.

## Населення
За даними перепису населення 2011 року у селі проживали 559 осіб, з них 519 осіб (99,2%) — турки.
Розподіл населення за віком у 2011 році:
Динаміка населення: